# Novembre 1984

## Évènements
- 3 novembre : obsèques du père Popieluszko, devant des centaines de milliers de Polonais.
- 4 novembre : le candidat du FSLN Daniel Ortega remporte les élections au Nicaragua, boycottées par une partie de l’opposition.
- 6 novembre : réélection triomphale de Ronald Reagan (Républicain) comme président des États-Unis, porté par la relance, avec 58,8 % des voix contre Walter Mondale (Démocrate) 40,6 %. Les démocrates gardent la majorité à la Chambre.
- 12 novembre : le Maroc se retire de l’Organisation de l'unité africaine (OUA) au moment de l’admission de la République arabe sahraouie démocratique.
- 19 novembre : une série d'explosions à San Juan Ixhuatepec, au Mexique, fait des centaines de morts.
- 22 - 29 novembre : XVIIe CNP à Amman. Le principe d’une action coordonnée des Palestiniens avec la Jordanie est réaffirmé[1].
- 23 novembre : Vasily Matuzok, un stagiaire diplomatique de 22 ans travaillant à l'ambassade de l'Union Soviétique en Corée du Nord en tant que traducteur, fait défection et traverse la zone démilitarisée à Panmunjeom. Il sera poursuivi par plus de 30 soldats de l'Armée Populaire de Corée et une fusillade éclata entre les deux camps. Le caporal sud-coréen Jang-Myung-ki et 3 nord-coréens ont été tués dans ce conflit ; le Première classe américain Michael A. Burgoyne et 5 autres nord-coréens ont été blessés. Par la suite, Matuzok est parti vivre aux États-Unis et les relations inter-coréennes se sont dégradées.
- 25 novembre : démocratie en Uruguay. Julio María Sanguinetti est élu président de l’Uruguay (début de mandat le 1er mars 1985).

## Naissances
- 3 novembre : Ryo Nishikido, acteur et chanteur japonais.
- 4 novembre :
  - Dustin Brown, hockeyeur professionnel américain ;
  - Anna Ngoulou Seck, escrimeuse sénégalaise.
- 5 novembre : Eliud Kipchoge, athlète kényan.
- 7 novembre : Mouad Ben-Chaib, acteur néerlandais d'origine marocaine.
- 9 novembre : 
  - Ku Hye-sun, actrice, mannequin et réalisatrice coréenne.
  - French Montana, rappeur maroco-américain.
- 10 novembre : Ludovic Obraniak, footballeur franco-polonais (Lille OSC).
- 12 novembre : DaGenius, poète slameur, peintre et dessinateur comorien.
- 14 novembre : Vincenzo Nibali, coureur cycliste italien.
- 19 novembre : 
  - Eduardo Gallo, matador espagnol ;
  - Sarah Stern, actrice française.
- 21 novembre : Jena Malone, actrice américaine.
- 22 novembre :
  - Scarlett Johansson, actrice américaine ;
  - Kate Ground, mannequin de charme canadien.
- 23 novembre : Lucas Grabeel, acteur, chanteur et danseur américain.
- 24 novembre : Maria Riesch, skieuse alpine allemande.
- 25 novembre : Gaspard Ulliel, acteur français († 19 janvier 2022).
- 28 novembre :
  - Andrew Bogut, basketteur australien ;
  - Marc-André Fleury, joueur de hockey canadien ;
  - Trey Songz, chanteur de R'n'B américain ;
  - Mary Elizabeth Winstead, actrice américaine.
- 30 novembre : 
  - Monica Bwanga Misenga, judokate congolaise (RDC) ;
  - Luc Tardif Junior, hockeyeur sur glace français.

## Décès
- 7 novembre : Marcel Barbu, homme politique français (° 17 octobre 1907).
- 12 novembre :  Chester Himes, écrivain afro-américain (° 29 juillet 1909).
- 14 novembre : Marie Charles Robert Heitz, administrateur, homme politique, écrivain, critique d'art, peintre et résistant français (°3 août 1895).
- 18 novembre : Seth Adonkor, footballeur français (° 30 octobre 1961).
- 20 novembre : Alexander Moyzes, compositeur et pédagogue slovaque (° 4 septembre 1906).
- 23 novembre : Michel Emer, parolier, compositeur et interprète français (° 19 juin 1906).